# Penares apicospinatus
Penares apicospinatus är en svampdjursart som beskrevs av Desqueyroux-Faúndez och van Soest 1997. Penares apicospinatus ingår i släktet Penares och familjen Ancorinidae.
Artens utbredningsområde är havet kring Galapagosöarna. Inga underarter finns listade i Catalogue of Life.